# Seznam prezidentů Turecka
Tento seznam je úplným seznamem prezidentů Turecka. Pro seznam vládců Osmanské říše vizte Osmanská dynastie.

## Prezidenti Turecké republiky (1923–současnost)
Status
| Pořadí        | Jméno (rok narození–rok smrti)                              | Portrét           | Doba vlády         | Doba vlády         | Politická strana               | Zvolen        | Zvolen        |
| Nepřímé volby | Nepřímé volby                                               | Nepřímé volby     | Nepřímé volby      | Nepřímé volby      | Nepřímé volby                  | Nepřímé volby | Nepřímé volby |
| ------------- | ----------------------------------------------------------- | ----------------- | ------------------ | ------------------ | ------------------------------ | ------------- | ------------- |
| 1             | Mustafa Kemal Atatürk (1881–1938)                           |                   | 29. října 1923     | 1. listopadu 1927  | Republikánská lidová strana    | 1             | 1923          |
| 1             | Mustafa Kemal Atatürk (1881–1938)                           | 1. listopadu 1927 | 4. května 1931     | 2                  | Republikánská lidová strana    | 1927          |               |
| 1             | Mustafa Kemal Atatürk (1881–1938)                           | 4. května 1931    | 1. března 1935     | 3                  | Republikánská lidová strana    | 1931          |               |
| 1             | Mustafa Kemal Atatürk (1881–1938)                           | 1. března 1935    | 10. listopadu 1938 | 4                  | Republikánská lidová strana    | 1935          |               |
| -             | Abdülhalik Renda (1881–1957)                                |                   | 10. listopadu 1938 | 11. listopadu 1938 | Republikánská lidová strana    | —             | —             |
| 2             | İsmet İnönü (1884–1973)                                     |                   | 11. listopadu 1938 | 3. dubna 1939      | Republikánská lidová strana    | 5             | 1938          |
| 2             | İsmet İnönü (1884–1973)                                     | 3. dubna 1939     | 8. března 1943     | 6                  | Republikánská lidová strana    | 1939          |               |
| 2             | İsmet İnönü (1884–1973)                                     | 8. března 1943    | 5. srpna 1946      | 7                  | Republikánská lidová strana    | 1943          |               |
| 2             | İsmet İnönü (1884–1973)                                     | 5. srpna 1946     | 22. května 1950    | 8                  | Republikánská lidová strana    | 1946          |               |
| 3             | Celâl Bayar (1883–1986)                                     |                   | 22. května 1950    | 14. května 1954    | Demokratická strana            | 9             | 1950          |
| 3             | Celâl Bayar (1883–1986)                                     | 14. května 1954   | 1. listopadu 1957  | 10                 | Demokratická strana            | 1954          |               |
| 3             | Celâl Bayar (1883–1986)                                     | 1. listopadu 1957 | 27. května 1960    | 11                 | Demokratická strana            | 1957          |               |
| 4             | Národní výbor pro sjednocení Předseda: Generál Cemal Gürsel |                   | 27. května 1960    | 10. října 1961     | Válečný                        | —             | —             |
| 4             | Cemal Gürsel (1895–1966)                                    | 10. října 1961    | 2. února 1966      | Nezávislý          | 12                             | 1961          |               |
| -             | İbrahim Şevki Atasagun (1899–1984)                          |                   | 2. února 1966      | 28. března 1966    | Nezávislý                      | —             | —             |
| 5             | Cevdet Sunay (1899–1982)                                    |                   | 28. března 1966    | 28. března 1973    | Nezávislý                      | 13            | 1966          |
| -             | Tekin Arıburun (1903–1993)                                  |                   | 28. března 1973    | 6. dubna 1973      | Strana spravedlnosti           | —             | —             |
| 6             | Fahri Korutürk (1903–1987)                                  |                   | 6. dubna 1973      | 6. dubna 1980      | Nezávislý                      | 14            | 1973          |
| -             | İhsan Sabri Çağlayangil (1908–1993)                         |                   | 6. dubna 1980      | 12. září 1980      | Strana spravedlnosti           | —             | —             |
| 7             | Národní bezpečnostní rada Předseda: Generál Kenan Evren     |                   | 12. září 1980      | 9. listopadu 1982  | Válečný                        | —             | —             |
| 7             | Kenan Evren (1917–2015)                                     | 9. listopadu 1982 | 9. listopadu 1989  | Nezávislý          | 15                             | 1982          |               |
| 8             | Turgut Özal (1927–1993)                                     |                   | 9. listopadu 1989  | 17. dubna 1993     | Vlastenecká strana             | 16            | 1989          |
| -             | Hüsamettin Cindoruk (1933–)                                 |                   | 17. dubna 1993     | 16. května 1993    | Strana pravdivé cesty          | —             | —             |
| 9             | Süleyman Demirel (1924–2015)                                |                   | 16. května 1993    | 16. května 2000    | Strana pravdivé cesty          | 17            | 1993          |
| 10            | Ahmet Necdet Sezer (1941–)                                  |                   | 16. května 2000    | 28. srpna 2007     | Nezávislý                      | 18            | 2000          |
| 11            | Abdullah Gül (1949–)                                        |                   | 28. srpna 2007     | 28. srpna 2014     | Strana spravedlnosti a rozvoje | 19            | 2007          |
| Přímé volby   |                                                             |                   |                    |                    |                                |               |               |
| 12            | Recep Tayyip Erdoğan (1954–)                                |                   | 28. srpna 2014     | 9. července 2018   | Strana spravedlnosti a rozvoje | 20            | 2014          |
| 12            | Recep Tayyip Erdoğan (1954–)                                | 9. července 2018  | 3. června 2023     | 21                 | Strana spravedlnosti a rozvoje | 2018          |               |
| 12            | Recep Tayyip Erdoğan (1954–)                                | 3. června 2023    | úřadující          | 22                 | Strana spravedlnosti a rozvoje | 2023          |               |